# Ochthebius afghanicus
Ochthebius afghanicus es una especie de escarabajo del género Ochthebius, familia Hydraenidae. Fue descrita científicamente por Jaech en 1991.
Se distribuye por Nepal. Mide 1,8 milímetros de longitud. Se ha encontrado a altitudes de hasta 2300 metros.